# ۱۹۹۵

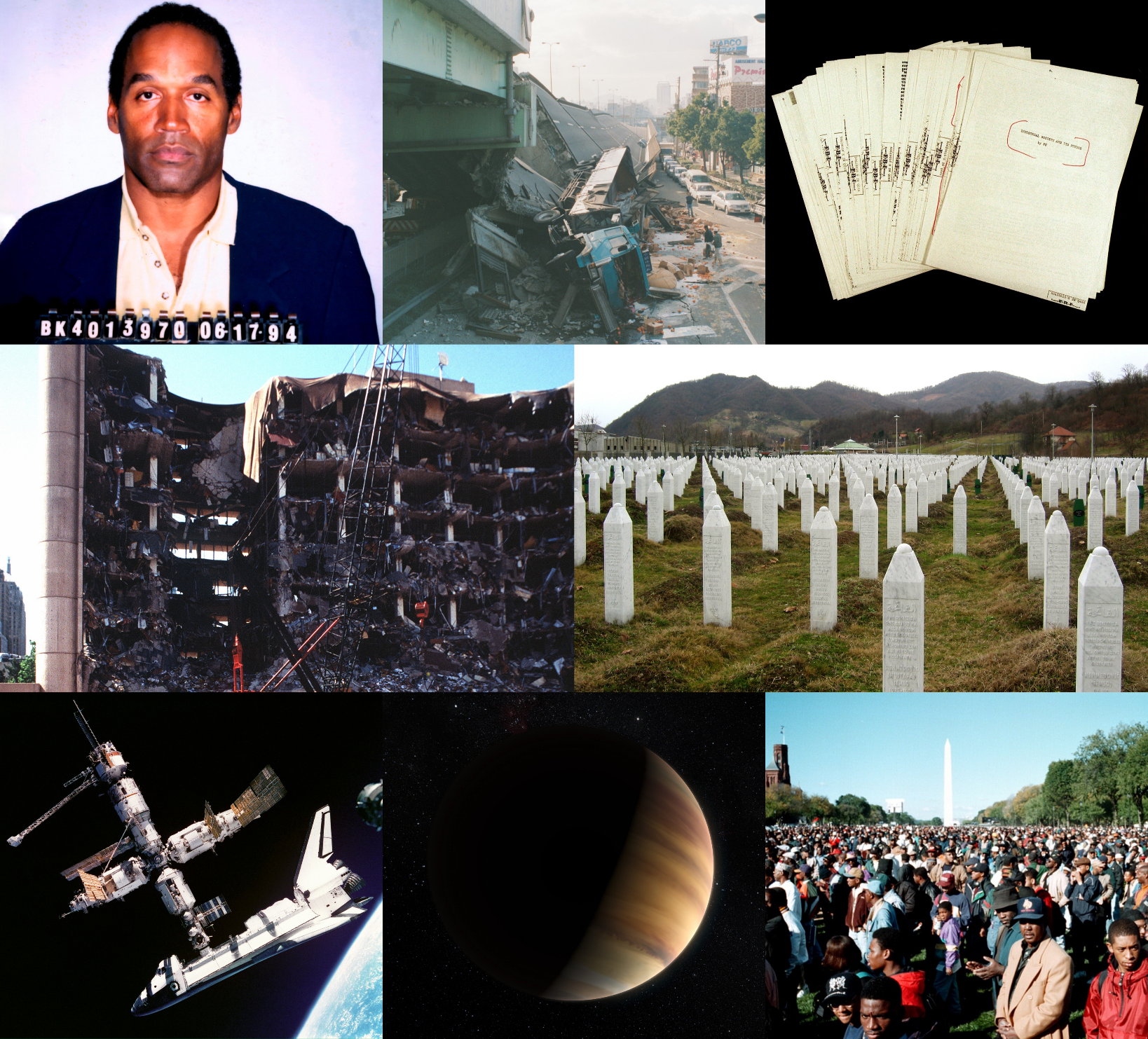

سال ۱۹۹۵ (هزار و نهصد و نود و پنج) میلادی، پنجمین سال از دهه ۱۹۹۰ در اواخر سده ۲۰ میلادی بود. بر اساس تقویم گریگوری این سال از ابتدای روز یک شنبه ۱ ژانویه ۱۹۹۵ شروع شد و در پایان ۳۱ دسامبر ۱۹۹۵ به پایان رسید. سال مذکور یک سال عادی با ۳۶۵ روز بود.

## نامگذاری‌ها
در تقویم چینی این سال سال خوک نام گرفته‌است.

## رویدادها

### ژانویه
- ۱ ژانویه - پیوستن اتریش، فنلاند و سوئد به اتحادیه اروپا.
- ۱ ژانویه - تأسیس سازمان تجارت جهانی در سوئیس.
- ٩ ژانویه - ثبت رکوردی جدید در زمینه طول زمان اقامت در فضا توسط والری پولیاکوف با 366 روز اقامت در ایستگاه فضایی میر
- ۱۷ ژانویه - زمین‌لرزه هانشین در کوبه ژاپن.

### مارس
- ۱ مارس - تأسیس شرکت یاهو.
- ٢٨ مارس - عملیات دوم نیروهای حافظ صلح سازمان ملل در سومالی که از ٢۶ مارس سال ١٩٩٣ در جریان بود به پایان رسید

### اکتبر
- ١٩ اکتبر - تاسیس شهر پوتراجایا (پایتخت اداری مالزی) در مالزی

## زادروزها
- ۲۰ ژانویه _ غزاله شکور ، دانشجوی هنر ایران و اتریش و مقتول [۱]
- ۶ ژوئیه – توماس دروته، دوچرخه‌سوار اهل بلژیک
- ۲۲ ژوئیه – آرمان مالک، خواننده و بازیگر اهل هند
- ۱۳ اکتبر - جیمین، موچی و ووکالیست بی تی اس
- ۳۰ دسامبر - کیم ته-هیونگ، ویژوال و ووکالیست بی تی اس

## درگذشت‌ها
- ۸ مارس - اینگو اشویشتنبرگ، نوازنده درامز گروه هلووین
- ۱۵ ژوئن - جان آتاناسف، استاد دانشگاه و مهندس کامپیوتر آمریکایی بلغاری‌تبار
- ۲۰ ژوئن - لانا ترنر، بازیگر آمریکایی
- ۴ ژوئیه - باب راس، نقاش آمریکایی
- ۶ ژوئیه - عزیز نسین، نویسنده و طنزنویس ترک
- ۲۰ ژوئیه - ارنست مندل، اقتصاددان، نظریه‌پرداز و مبارز کمونیست بلژیکی
- ۲۶ ژوئیه - لاریندو آلمیدا، نوازنده گیتار برزیلی
- ۹ اوت - جری گارسیا، موسیقی‌دان راک آمریکایی و رهبر و گیتاریست گروه گریتفول دِد
- ۱۲ سپتامبر - جرمی برت، بازیگر انگلیسی و ایفاگر نقش شرلوک هلمز
- ۴ نوامبر - اسحاق رابین، سیاست‌مدار و ژنرال اسرائیلی
- ۴ نوامبر - ژیل دلوز: فیلسوف فرانسوی.
- ۲۱ نوامبر - لیلی مراد، خواننده و بازیگر مصری
- ۹ ژانویه – پیتر کوک، بازیگر و کمدین بریتانیایی (ز. ۱۹۳۷)
- ۴ فوریه – پاتریشیا های‌اسمیت، نویسنده آمریکایی (ز. ۱۹۲۱)
- ۵ فوریه – داگ مک‌کلور، بازیگر آمریکایی (ز. ۱۹۳۵)
- ۹ فوریه – دیوید وین، بازیگر آمریکایی (ز. ۱۹۱۴)
- ۲۲ فوریه – اد فلاندر، بازیگر آمریکایی (ز. ۱۹۳۴)
- ۱۴ مارس – ویلیام آلفرد فاولر، ستاره‌شناس و فیزیک‌دان آمریکایی (ز. ۱۹۱۱)
- ۱۶ مارس – آلبرت هکت، بازیگر و فیلمنامه‌نویس آمریکایی (ز. ۱۹۰۰)
- ۲۶ مارس – ایزی-ئی (خواننده)، موسیقی‌دان آمریکایی (ز. ۱۹۶۳)
- ۳۱ مارس – سلنا، خواننده و بازیگر آمریکایی (ز. ۱۹۷۱)
- ۸ مه – ترزا تنگ، خواننده تایوانی (ز. ۱۹۵۳)
- ۲۹ مه – مارگارت چیس اسمیت، سیاست‌مدار آمریکایی (ز. ۱۸۹۷)
- ۳۰ مه – تد دریک، بازیکن کریکت و بازیکن فوتبال بریتانیایی (ز. ۱۹۱۲)
- ۵ ژوئیه – تاکئو فوکودا، سیاست‌مدار ژاپنی (ز. ۱۹۰۵)
- ۲۵ ژوئیه – شارلی ریچ، خواننده آمریکایی (ز. ۱۹۳۲)
- ۱۳ اوت – میکی منتل، بازیکن بیسبال آمریکایی (ز. ۱۹۳۱)
- ۱۷ اوت – هاوارد ئی کخ، فیلمنامه‌نویس آمریکایی (ز. ۱۹۰۱)
- ۲۱ اوت – سوبرامانیان چاندراسخار، ریاضی‌دان، فیزیک‌دان، و ستاره‌شناس آمریکایی (ز. ۱۹۱۰)
- ۸ اکتبر – داگلاس وینسنت، نظامی اهل استرالیا (ز. ۱۹۱۶)
- ۹ اکتبر – آلک داگلاس-هیوم، بازیکن کریکت، دیپلمات، و سیاست‌مدار بریتانیایی (ز. ۱۹۰۳)
- ۱۲ نوامبر – رابرت استیونس، بازیگر بریتانیایی (ز. ۱۹۳۱)
- ۲۳ نوامبر – لویی مال، فیلمنامه‌نویس، تهیه‌کننده، و کارگردان فرانسوی (ز. ۱۹۳۲)
- ۲۴ نوامبر – جفری لین، بازیگر آمریکایی (ز. ۱۹۰۹)
- ۹ دسامبر – ویویان بلین، بازیگر آمریکایی (ز. ۱۹۲۱)
- ۱۱ دسامبر – ابوالحسن صدیقی، نقاش ایرانی (ز. ۱۸۹۴)